# Neopanorpa sordida
Neopanorpa sordida is een insect uit de orde van de schorpioenvliegen (Mecoptera), familie van de schorpioenvliegen (Panorpidae). De wetenschappelijke naam van de soort is voor het eerst geldig gepubliceerd door Needham in 1909.
De soort komt voor in India.